# Euromomo
Euromomo (auch EuroMomo; Eigenschreibweise meist EuroMOMO oder EUROMOMO, Abkürzung für englisch European mortality monitoring) ist ein Ende der 1990er Jahre gegründetes Projekt zur fortlaufenden und zeitnahen Überwachung der Übersterblichkeit großer Teile Europas. Ihm sind (Stand Februar 2023) 22 europäische Staaten, die vier Landesteile des Vereinigten Königreiches sowie die zwei deutschen Bundesländer Berlin und Hessen angegliedert.
Das am Statens Serum Institut in Kopenhagen angesiedelte Projekt, welches dem dänischen Gesundheitsministerium untersteht, publiziert einen wöchentlichen Lagebericht sowie wissenschaftliche Artikel.

## Länder
Die von Euromomo erfassten Daten repräsentieren mehr als 350 der knapp 450 Millionen Einwohner der Europäischen Union sowie die etwa 115 Millionen Einwohner des Vereinigten Königreiches, der Schweiz, der Ukraine und Israels. Von den 27 Mitgliedstaaten der Europäischen Union fehlen lediglich einige mittel- und osteuropäische Staaten. Die vier Landesteile des Vereinigten Königreiches werden wie die beiden deutschen Bundesländer separat erfasst, so dass Daten aus 27 Ländern zusammenfließen und dann separat abrufbar sind. 
Es handelt sich um folgende Länder (alphabetisch): Belgien, Berlin, Dänemark, Deutschland, England, Estland, Finnland, Frankreich, Griechenland, Hessen, Irland, Israel, Italien, Luxemburg, Malta, Niederlande, Nordirland, Österreich, Portugal, Schottland, Schweden, Schweiz, Slowenien, Spanien, Ukraine, Ungarn, Wales und Zypern. 
Seit April 2021 gehen auch Daten aus ganz Deutschland in die Analyse ein. Seitdem gehen die separat erhobenen und angezeigten Daten für Berlin und Hessen nicht mehr in die Gesamtdarstellung ein, da ihre Sterbefälle in denen von Deutschland enthalten sind. Seit Ende Februar 2022 werden die Daten aus der Ukraine wegen des Kriegs nicht mehr erhoben.

## Modell
Euromomo arbeitet mit Poisson-verteilten, trendbereinigten, teils sinusförmigen Basiswerten als Bezugsgröße, nennt diese „Baseline“ und geht davon aus, dass Atemwegsinfektionen im Winter und Hitzewellen im Sommer bei seiner Art der Modellierung regelmäßig zu einem jährlichen Überschuss an Todesfällen führen, also einer Übersterblichkeit.